# 学力低下

学力低下（がくりょくていか）とは、基礎学力などの学力の低下を社会問題として指摘した概念。

## 日本
日本では特に1980年代以降から2010年代において学力が低下したとする教育問題をいう。ここでは、主に2010年代に起こった学力低下について取り上げる。

### 試験・調査の結果

#### 国際的機関による調査
学習到達度調査 (PISA)
2019年12月に発表されたPISA2018は、15歳（高校1年生）でゆとり教育（移行期間）と脱ゆとり教育を受けた世代として結果が注目されたが、読解力は72か国中8位→79か国中15位（信頼区間は499～509点、有意差のない順位は11位～20位）。数学的リテラシーは72か国中5位→79か国中8位へ（信頼区間は6位〜8位）、科学的リテラシーは72か国中2位→79か国中5位へ（信頼区間4～5位）、と全分野で順位を下げ、過去最低となった。また、同一問題による正答率の比較でも、前回を下回る問題の方が多かった。
PISA2015では、日本は読解力でECD加盟国において、平均で20%近い生徒が、実生活で効果的、生産的に読解の能力を発揮し始めるレベルである基礎的習熟度レベル(レベル2)に達していない。日本の場合、13%の生徒が読解力でレベル2を下回っているが、これは2009年の割合と同程度である。さらにPISA2018では、日本は、「数学的リテラシー」が今回各国中6番目で、平均得点は2003年から2018年まで安定して推移している。「科学的リテラシー」は各国中5番目となっており、前回の調査（2015年）同様、世界トップレベルを維持している。
PISAで読解力を測定する3つの能力（情報を探し出す、理解する、評価し熟考する）について、平均得点が比較可能（読解力が中心分野）である2000年、2009年、2018年の結果を踏まえると、「理解する」能力は平均得点が安定的に高かった。一方、「情報を探し出す」と「評価し、熟考する」能力は、2009年調査結果から平均得点が低下した。小学校3年から中学校3年までゆとり教育を7年間受けたPISA2009世代と、小学校1・2年時に移行措置中のゆとり教育を、以降の7年間は脱ゆとり教育を受けたPISA2018世代を比較すると、PISA2009世代が全分野の得点で上回っており、読解力については有意な得点差となっている。
国際数学・理科教育動向調査（TIMSS）
2003年に国際教育到達度評価学会（IEA）が行った国際数学・理科教育動向調査（TIMSS2003）では、小学4年生の算数の平均得点は1995年より3点低くなったが統計上の誤差を考慮すると有意差はなかった。小数第2位までのひき算「4.03－1.15」では、正答率が95年の87.3%から03年の72.3%へと15.0ポイントも下げている。中学2年生の数学同一問題全79題の平均正答率は、1999年より4%低くなっていて、前回より上がった問題が7問、下がった問題が72問となっている。
同時に行われた調査では、「数学の勉強が楽しい」かについて「強くそう思う」割合は9%（前回は6%）と若干増えたものの、国際平均29%と比べると依然低いままであった。また「そう思う」割合は30%（前回33%）、「そう思わない」「まったくそう思わない」割合は61%（前回61%）、前々回（1995年）の54%より7%増えた。

#### 国内機関による調査
小・中学校教育課程実施状況調査
2003年に国立教育政策研究所が行った平成15年度 小・中学校教育課程実施状況調査
（無作為抽出により、1学年1教科1問題冊子当たり、1万6千人対象 小学校 1万6千人×4教科×3冊子÷2（1人2教科）×1.1×2学年 中学校 1万6千人×5教科×3冊子÷3（1人3教科）×1.1×3学年）
では、多くの学年、教科で前回調査と同一の問題については、正答率が有意に上昇した設問が、正答率が有意に下降した問題よりも多かった。特に、小学生と中学3年生の上昇が顕著で、理科では前回より正答率が上昇した。また、アンケートで「勉強が好き」「どちらかというと好きだ」と答えた子の割合は増加傾向にあった。
高等学校教育課程実施状況調査
2007年4月13日に文部科学省が発表した教育課程実施状況調査
（6教科12科目。1科目1問題冊子当たり 1万6千人対象。各教科問題冊子は二種類のうち一つ）国内においてのみの調査なので、国際比較はできない。
では、平成10年以降の指導要領で学んだ高校生はそれ以前の指導要領で学んだ高校生に比べ、同じ内容の問題181問（総数657問中）において、145問は正答率が前回並、26問は前回を上回り、10問は前回を下回るという結果になった。内訳は、国語（上1、同4、下5）、数学（上0、同11、下0）、英語（上4、同16、下1）、地歴公民（上10、同58、下0）、理科（上11、同56、下4）で、前回を有意に上回る問題の多くは、地歴公民と理科に見られた。同時に学習についての意識面でも「勉強は大切」と答えた生徒の割合は増加するなど、学力に関する肯定的な傾向もみられた。

#### 民間による調査結果
苅谷剛彦他の調査
苅谷他が行った学力調査では、89年と01年の同一問題との比較では、小学国語で78.9%→70.9%（－8.0%）、小学算数で80.6%→68.3%（－12.3%）、中学国語で71.4%→67.0%（－4.4%）、中学数学で69.6%→63.9%（－5.7%）へと下がっていることがわかっている（調査報告「学力低下」の実態（岩波ブックレット））。
13年に志水宏吉が実施した後継調査ではこの傾向に歯止めがかかっており、「一九八九年から二〇〇一年にかけて、子どもたちの基礎学力の水準は大きく低下したが、そこから二〇一三年にかけては、ある程度の回復傾向が見られる」としている。また、3回の調査結果をそれぞれ「第一回調査（89年）はゆとり教育の前の状況を、第二回調査（01年）はゆとり教育の影響を、そして今回（第三回）の調査はゆとり教育以降の「確かな学力向上路線」の影響をそれぞれ反映していると見ることができる」とまとめている。
耳塚寛明が行った調査
学業達成の構造と変容（2002より）では、児童数7998人を対象に、算数129題で82年と02年で正答率の比較をする調査を行っている。その結果、小学1年で85.6%→81.0%（－4.6%）、小学2年81.7%→73.3%（－8.4%）、小学3年84.9%→73.5%（－11.4%）、小学4年84.4%→77.9%（－6.5%）、小学5年84.5%→76.8%（－7.7%）、小学6年85.5%→79.9%（－5.6%）とすべての学年において正答率が下がっていることがわかっている。

### 学力低下に対する議論

#### 試験・調査結果からの議論
高等学校教育課程実施状況調査
調査を行った国立教育政策研究所は、「（学力は）改善の方向に向かっている」と分析したが、同じ内容の問題で正答率が前回より上回った問題は26問しかなくしかも化学（理科）など特定の科目に偏っていたこと、文部科学省が設定した想定正答率を下回る問題が多いなどの課題もみられた。
苅谷剛彦への異論。
神永正博は苅谷の挙げたデータは「別の見方もできる」と主張し「落ちこぼれが減り」、「理解度の格差が収縮している」と指摘、そして言葉を選びつつ「(主観的な)理解度は平均的にみて少なくとも悪化していないのではないだろうか」と述べている。

#### 学力低下はあるとする主張
苅谷剛彦らは2002年に『「学力低下」の実態』で、1989年と2001年とで同じ問題を小中学生に答えさせる学力に関する調査を比較し、基礎学力の低下を指摘した（学習指導要領は、1991年に「知識詰め込み型」から「自ら学び、主体的に考える型」に改訂されている）。また、苅谷調査のメンバーあった志水宏吉は、2013年に池田調査、苅谷調査に続く3回目の調査を実施しており、学力の回復傾向を確認している。
同調査では
- 1989年と2001年では、小中学生の学力は明らかに低下している（苅谷調査）
- 2001年と2013年では、小中学生の学力は向上しているが、89年の水準には達していない（志水調査）
- 塾に通っている子供と通っていない子供とでは、学力に差がみられる（なお、通塾率はほとんど変化していない）
  - 授業形態を「伝統型」「全力型」「新学力観型」「あいまい型」と分類して分析してみると、「伝統型」や「全力型」の授業では、通塾と非通塾の差は10点台に抑えられているのに対して、「新学力観型」「あいまい型」の授業では、通塾と非通塾者との得点差が23～26点となっていた（苅谷調査）
- 学ぶ意欲や関心には、子供の属する家庭の社会階層によって差がある。基礎学力が十分でない子供に「自分で考え、主体的に行動する」ことを目的とした授業を受けさせても、かえって格差を拡大させる。
- 「基礎学力」と、「自分で考え、主体的に行動する能力」には相関があり、基礎学力が低い子供は「自分で考え、主体的に行動する能力」も低い。
  - そのため、「詰め込み教育を脱し総合学力を重視する教育形態にしたことによって、従来の知識偏重の学力は低下したかもしれないが、自分で考え、主体的に行動する力はついている」という考えに異議をのべている。
- 一方で、教師が相当熱心に指導している学校においては、たとえ塾に通っていない子供でも、学力の低下を相当程度抑えることができるといった点を指摘している。

苅谷は、こうした現状を見ずに「ゆとり教育」と「詰め込み教育」という2つの立場でしか状況を把握しない振り子理論や、「学力とは何か」という水掛け論を非難している。また、学力調査に付随する家庭環境に関する調査が、欧米では当たり前に行われているのに、日本では行われておらず、学力低下の原因を把握できない現状を指摘した。そして不平等が拡大する中で、義務教育が果たすべきセイフティーネットとしての役割を議論すべきとしている。

#### 学力の低下そのものに疑問を呈する議論
- PISA、国際数学・理科教育動向調査 (TIMSS2003)、苅谷他、耳塚のデータでは、学力低下が認められる結果が出ている一方、国立教育政策研究所が行った教育課程実施状況調査では、学力低下が認められず、むしろ2001年より2003年の方が正答率において有意に上回る問題の方が多いという結果が出ている。

- OECDによる学習到達度調査 (PISA) 調査において、本日、経済協力開発機構（OECD）が2018年に実施した「生徒の学習到達度調査（PISA）の調査結果」、数学的リテラシー及び科学的リテラシーは、引き続き世界トップレベルだが、読解力については、OECD平均より高いグループに位置しているものの、前回2015年調査よりも平均得点及び順位が低下。

今回の中心分野として詳細な調査が行われた読解力については、低得点層が増加しており、学習指導要領の検討過程において指摘された、判断の根拠や理由を明確にしながら自分の考えを述べることなどについて、引き続き、課題が見られる。
文部科学省としては、これらの課題に対応し、児童生徒の学力向上を図るため、来年度からの新学習指導要領の着実な実施により、主体的・対話的で深い学びの視点からの授業改善や、言語能力、情報活用能力育成のための指導の充実。
学校における一人一台のコンピュータの実現等のICT環境の整備と効果的な活用。幼児期から高等教育段階までの教育の無償化・負担軽減等による格差縮小に向けた質の高い教育機会の提供等の取組を学校、教育委員会等の関係者と連携・協力して推進する。
- 教育課程実施状況調査では、同一問題による比較の結果、小中では2001年度より2003年度の方が、高校では2002年度より2005年度の方が、学力が高いという結果が出ている。
- 全国学力・学習状況調査では「知識・技能の定着は良好で、むしろ活用力に問題あり」とされたが、そもそも計算問題より文章題の方が正答率が低くなるのは当然であり、A問題よりもB問題の方が正答率が低いからといってそのように解釈することには問題があると指摘する専門家もいる。
  - 特に、算数・数学のA問題においては、小6「28＋72（正答率98.3%）」、中3「2/3÷5/7（正答率83.2%）」など、出題内容が易しすぎ、学力低下の実態を把握するにはあまりにも問題設定が不適切であるという専門家の指摘がある。
- 「学力低下の問題に関しては、お互いに自分の主張に有利な調査結果を持ち出して論を組み立て、不利な調査結果に対しては『調査の前提が異なっている』という批判を加える」という水掛け論が珍しくない。[要出典]
- とくにゆとり教育を擁護する立場からは「何を学力とするか」「その学力をどのように評価するか」が一定でなく、単純に「学力が低下した」と断定することはナイーブであるという意見がある。

#### 「ゆとり教育」との関連性についての議論
ゆとり教育とは1980年度から実施された教育方法である。
- 1997年の大学入学者（1978年度生まれ）から本格的に学力低下が始まったとされ、この年代が含まれているゆとり世代は社会全般からバッシングを受ける。教育の情報化や隔週土曜日の休日化をはかる為により、1992年小学校、1993年中学校、1994年高等学校で第二次ゆとり教育が断行された。1978年度生まれが中3（1993年）から第二次ゆとり教育で1997年に大学に入学して来ることになるが、大学で「学力低下」が叫ばれたのはこのときからである。
- 「学力低下」論争のきっかけとなったOECDによる学習到達度調査 (PISA) において、全ての項目で日本を上まわったフィンランドは、週休二日制である。また総合学習に相当する時間も日本より多く、この分野ではゆとり教育に近い。よって、時数削減や総合学習と「学力低下」は無関係であるという指摘も存在する。ただし、フィンランドでは三分の一に該当する低学力の小中学生が特別クラスに編入されたり、補習を受けるなど、学力差による差別化は日本よりもさらに著しい。
  - 特にフィンランドにおいては、授業時間こそ日本よりも少ないもの、例えば「3/8+3/8+1/8」のような3つの数の分数計算も教えているなど学習内容は日本より充実しており、必ずしもフィンランドが基礎学力に割く時間が少ないという意味でのゆとり教育であるという指摘は適切ではない[9]。
- 「高等学校必履修科目未履修問題」のように、文部科学省が学習指導要領を変更したからといって、それが全て教育現場に反映するわけではない。むしろ各学校では、受験に関係する科目の時間数を増やす傾向がある。
  - この点において、例えばPISA2018で読解力がトップだった北京では、大学受験に論述式を導入したことが影響しているという指摘もある。

#### 他国との比較による議論
| 国＼科目       | 科学的リテラシー | 読解力 | 数学的リテラシー |
| -------------- | ---------------- | ------ | ---------------- |
| カナダ         | 8                | 6      | 12               |
| ドイツ         | 16               | 20     | 20               |
| フランス       | 25               | 23     | 25               |
| イタリア       | 40               | 32     | 31               |
| 日本           | 5                | 20     | 8                |
| ロシア         | 33               | 31     | 30               |
| イギリス       | 14               | 14     | 18               |
| アメリカ合衆国 | 18               | 13     | 37               |

このようにG8のほとんどの先進国は日本よりも順位が低いため、日本としては昔のように「先進国に追いつき追い越せ」というスタイルを再現するよりも、先進国としての新しいスタイルで子ども達に意欲をもたせるかを国民全体で考えることが重要であるとの指摘がある。

### 保護者の意識
学力低下への不安から、子供を塾に通わせる意識は高くなっており、塾費用は増加している。そのため、ゆとり教育の導入後、教育費を得るために母親が仕事をせざるを得なくなり、親子の接触が減り、かえって家庭のゆとりがなくなることもある。
学力低下の要因としては、ゲームや漫画、ゆとり教育、教師の質の低下を挙げている。
『学力低下の原因（複数回答）では「ゲームやマンガなど誘惑の増加」53%がトップ。続いて、「授業時間の削減」50%、「教師の質の低下」41%』。他、夏休みや在宅時に課される宿題などは児童の学力向上になる利点がほぼ無い、宿題と学力に相関関係は見られないという説もある。

#### PISAにおける日本の成績
左側の数字は平均を500とした時の点数。（）内の数字は順位。
上位10位までの結果についてはOECD生徒の学習到達度調査を参照。
|          | 参加国数     | 日本の参加学校数 | 日本の参加生徒数 | 数学    | 読解力  | 科学   | 問題解決 |
| -------- | ------------ | ---------------- | ---------------- | ------- | ------- | ------ | -------- |
| PISA2000 | 32カ国       | 135学科          | 約5300人         | 557(1)  | 522(8)  | 550(2) |          |
| PISA2003 | 41カ国・地域 | 144学科          | 約4700人         | 534(6)  | 498(14) | 548(1) | 547(4)   |
| PISA2006 | 57カ国・地域 | 185学科          | 約6000人         | 523(10) | 498(15) | 531(5) |          |
| PISA2009 | 65カ国・地域 | 185学科          | 約6000人         | 529(9)  | 520(8)  | 539(5) |          |
| PISA2012 | 65カ国・地域 | 191学科          | 約6400人         | 536(7)  | 520(4)  | 547(4) | 552(3)   |
| PISA2015 | 72カ国・地域 | 198学科          | 約6600人         | 532(5)  | 516(8)  | 538(2) |          |
| PISA2018 | 79カ国・地域 | 183学科          | 約6100人         | 522(8)  | 499(20) | 524(5) |          |
| PISA2022 | 81カ国・地域 | 183学科          | 約6000人         | 536(5)  | 516(3)  | 547(2) |          |

#### TIMSSにおける日本の成績
左側の数字は点数。（）内の数字は順位。
上位10位までの結果については国際数学・理科教育調査を参照。
小学校4年生
|           | 参加国数     | 日本の参加学校数 | 日本の参加生徒数 | 算数   | 理科   |
| --------- | ------------ | ---------------- | ---------------- | ------ | ------ |
| TIMSS1995 |              |                  |                  | 597(3) | 574(2) |
| TIMSS2003 | 25カ国・地域 | 150校            | 4535人           | 565(3) | 543(3) |
| TIMSS2007 | 37カ国・地域 | 148校            | 4487人           | 568(4) | 548(4) |

中学校2年生
|           | 参加国数     | 日本の参加学校数 | 日本の参加生徒数 | 数学   | 理科   |
| --------- | ------------ | ---------------- | ---------------- | ------ | ------ |
| TIMSS1995 |              |                  |                  | 605(3) | 571(3) |
| TIMSS1999 | 38カ国・地域 | 140校            | 4745人           | 579(5) | 550(4) |
| TIMSS2003 | 46カ国・地域 | 146校            | 4856人           | 570(5) | 552(6) |
| TIMSS2007 | 50カ国・地域 | 146校            | 4312人           | 570(5) | 554(3) |

### 学力回復
2008年12月に発表されたTIMSS2007の結果などから学力低下に歯止めがかかったのではないかという議論が現れた。All Aboutの伊藤敏雄はTIMSS2007の結果を楽観視はできないが下がってはいないと主張している。文部科学省はTIMSS2007の結果について、TIMSS2003以上の点数を取っており、TIMSS1995やTIMSS1999に比べると、小学校4年生の理科や中学校2年生の数学は有意に低くなっているが、小学校4年生の算数や中学校2年生の理科については有意な変化はないと分析している。
また、2010年12月に発表されたPISA2009の結果では、全ての科目で順位が上がり、さらに読解力に関しては有意に上昇していると分析されており、同一の問題に関しても正答率が上昇していると分析されている。さらに、PISA2012でも、全ての科目の順位、平均得点が上昇した。
しかし、学力が回復する一方で、昔の詰め込み教育に戻っただけだという評価する人もおり、新興国と争う日本として、このまま詰め込み教育でいいのかという以前の課題に逆戻りしたのではと指摘する人もいる。

## 欧米
アメリカ、イギリス、フランスなどでも学力の低下や基礎学力の不足が社会問題になったことがある。

### アメリカ
アメリカでは1983年に連邦教育長官諮問委員会報告書「危機に立つ国家」が発表され、学校の荒廃や高等教育の財政難などとともに学力低下が問題になった。
1994年には連邦の教育改革法「2000年の目標」が制定された。また、2002年には教育改革法（No Child left Behind Act of 2001）が制定された。

### イギリス
イギリスでは1980年代に学力低下が問題になり、1988年に教育改革法が成立した。
1998年には教育の内容や学力に関する共通の目標として「2002年の全国教育・訓練目標」が打ち出された。

### フランス
フランスでは大学第1期課程での高い中退率や職業資格未取得のままでの離学とともに基礎学力の不足が指摘されていた。
1988年には第2次ミッテラン政権が成立し、1989年に新教育基本法（ジョスパン法）が制定された。